# 第11回アイオワ映画批評家協会賞
第11回アイオワ映画批評家協会賞は2013年の映画を対象としており、2014年1月10日に受賞結果が発表された。

## 受賞一覧

### 作品賞
- 1位 - 『それでも夜は明ける』
  - 2位 - 『ネブラスカ ふたつの心をつなぐ旅』
  - 3位 - 『アメリカン・ハッスル』

### 監督賞
- 1位 - スティーヴ・マックイーン - 『それでも夜は明ける』 
  - 2位 - デヴィッド・O・ラッセル - 『アメリカン・ハッスル』
  - 3位 - アルフォンソ・キュアロン - 『ゼロ・グラビティ』

### 主演男優賞
- 1位 - キウェテル・イジョフォー - 『それでも夜は明ける』
  - 2位 - オスカー・アイザック - 『インサイド・ルーウィン・デイヴィス 名もなき男の歌』
  - 3位 - ブルース・ダーン - 『ネブラスカ ふたつの心をつなぐ旅』

### 主演女優賞
- 1位 - ケイト・ブランシェット - 『ブルージャスミン』
  - 2位 - エイミー・アダムス - 『アメリカン・ハッスル』
  - 3位 - サンドラ・ブロック - 『ゼロ・グラビティ』

### 助演男優賞
- 1位 - マイケル・ファスベンダー - 『それでも夜は明ける』
  - 2位 - バーカッド・アブディ - 『キャプテン・フィリップス』
  - 3位 - ジャレッド・レト - 『ダラス・バイヤーズクラブ』

### 助演女優賞
- 1位 - ルピタ・ニョンゴ - 『それでも夜は明ける』
  - 2位 - ジューン・スキッブ - 『ネブラスカ ふたつの心をつなぐ旅』
  - 3位 - ジェニファー・ローレンス - 『アメリカン・ハッスル』

### アニメ映画賞
- 1位 - 『アナと雪の女王』
  - 2位 - 『怪盗グルーのミニオン危機一発』
  - 3位 - 『風立ちぬ』

### ドキュメンタリー映画賞
- 1位 - 『バックコーラスの歌姫たち』
  - 2位 - Blackfish
  - 3位 - 『物語る私たち』